# Noël Boucheix
Pour les articles homonymes, voir Boucheix.
Noël Boucheix, né le 25 décembre 1900 à Romagnat (Puy-de-Dôme, France) et mort le 7 mai 1985 à Montferrier-sur-Lez (Languedoc-Roussillon), est un missionnaire et prélat catholique français, vicaire apostolique d'Héliopolis (Égypte) et évêque titulaire de Bagai (de) de 1953 à 1958, puis évêque de Porto-Novo (Dahomey) de 1958 à 1969 et, enfin, évêque titulaire de Bahanna (de) de 1969 à sa mort.

## Biographie

### Formation
Noël Boucheix naît le jour de Noël, en 1900, au sein d'une famille profondément chrétienne, à Romagnat, dans le Puy-de-Dôme. Après ses années de scolarité dans son village natal, il poursuit ses études secondaires au collège clérical de Courpière de 1914 à 1917, où il obtient le baccalauréat. Son frère, Germain, entre alors dans la Société des missions africaines et devient missionnaire au Dahomey.
Noël continue ses études en philosophie et en théologie au grand séminaire de Clermont-Ferrand où il entre le 1er octobre 1917. Ses études sont interrompues par les deux années de service militaire qu'il effectue au sein du 64e bataillon des tirailleurs marocains, du 15 mars 1920 au 15 mars 1922. C'est de ce premier contact avec l'Afrique que naît sa vocation missionnaire pour les Africains. Cependant, il attrape le paludisme lors de son séjour au Maroc et son évêque, Mgr Pierre-Marie Belmont, s'oppose à son départ en mission.

### Vocation missionnaire
En mars 1922, il reprend ses études théologiques au grand séminaire de Clermont-Ferrand. C'est là qu'il est ordonné prêtre le 29 juin 1924 par Mgr Jean-François Marnas. L'abbé Boucheix devient alors maître d'études au collège de Courpière puis est nommé, l'année suivante, vicaire à Saint-Genès de Thiers. Après des tractations longues et difficiles avec Mgr Marnas, celui-ci lui permet de quitter le diocèse de Clermont en octobre 1930, afin qu'il puisse entrer au sein de la Société des Missions Africaines. Il accomplit son noviciat comme professeur au séminaire des vocations tardives de Saint-Priest dans l'Isère, puis devient membre de la Société le 10 octobre 1931.
En décembre 1931, il débarque au Dahomey, où il est nommé vicaire de la grande paroisse de Porto-Novo. Il travaille particulièrement à la réduction des pauvretés matérielle et spirituelle. En 1935, il est nommé pro-vicaire du nouveau vicaire apostolique, Mgr Louis Parisot, qu'il remplace lorsque celui-ci est en France. En 1936, il est nommé supérieur de la station de Porto-Novo. 
En 1937, le père Boucheix est élu délégué des confrères pour les assemblées provinciale et générale ainsi que vice-provincial à Lyon. Il accepte avec dévouement malgré le fait qu'il lui en coûte de quitter l'Afrique.

### Seconde Guerre mondiale
En septembre 1939, comme beaucoup de prêtres, le père Boucheix est mobilisé. Il demande et obtient d'être affecté aux troupes coloniales. Il rejoint alors le 44e régiment des tirailleurs sénégalais, au sein duquel il obtient le grade de sergent. En juin 1940, dans la Somme, son unité est décimée, mais son courage lui vaut d'être cité à l'ordre de la division (Croix de Guerre et Étoile Blanche). Il est fait prisonnier et est envoyé en Allemagne. Il organise alors une filière d'évasion dont beaucoup profitent mais celle-ci est découverte. Le père Boucheix est alors envoyé en camp de représailles, à Rawa Ruska en Ukraine. Mais, en raison de l'influence qu'il exerce sur ses compagnons de captivité, le commandant du camp le renvoie dans ses foyers.
De retour à Lyon, le Père Boucheix reprend sa place de vice-provincial. Bien qu'étroitement surveillé par la Gestapo, il continue de travailler avec la résistance et joue un rôle important le 24 août 1944, pour la libération des prisonniers de la prison Montluc, qui sont au nombre de 650 hommes et 300 femmes.

### Épiscopat

#### Vicaire apostolique d'Héliopolis
En 1945, au décès du père Aupiais, il lui succède comme provincial. Lors des assemblées provinciales de 1946 et de 1952, ses confrères lui renouvellent leur confiance à la tête de la Province.
Le 11 mars 1953, le pape Pie XII le nomme vicaire apostolique d'Héliopolis et évêque titulaire de Bagai (de). Il prend alors pour devise « Major est caritas » (« L'Amour est plus grand que tout »). Il est consacré le 10 juin suivant, par le cardinal Pierre Gerlier, assisté de Mgr Louis Parisot, vicaire apostolique au Dahomey, et de Mgr Hubert Paulissen, ancien vicaire apostolique de Kumasi au Ghana. La cérémonie se déroule en la basilique de Fourvière à Lyon.
En Égypte, la situation est délicate. Il vit les premières années de la République égyptienne, les événements du canal de Suez et ses conséquences. Il défend les écoles, s'oppose au décret imposant l'enseignement de l'Islam et se positionne pour la reconnaissance du mariage catholique ainsi que du statut personnel de ses confrères. Il est alors envoyé en prison, où il reste enfermé pendant plusieurs mois, puis il est libéré sous caution. Il reste alors un militant de la paix et de l'unité, si bien qu'il aurait été expulsé d'Égypte.

#### Évêque de Porto-Novo
En 1958, alors que Porto-Novo, dans la colonie du Dahomey, est sans évêque depuis quatre ans, Rome veut nommer un évêque dahoméen. Mais la personnalité de l'élu suscite de violentes oppositions : le prêtre proposé est d'une ethnie qui passe pour être opposée aux Gun. On veut donc le remplacer par un Gun... mais Rome ne l'accepte pas. Pour sortir de l'impasse, le pape Pie XII fait appel à cet ancien missionnaire en le nommant évêque du diocèse le 6 juillet 1958. Des mécontents font alors courir des propos malveillants à son sujet. Le 4 janvier 1959, pendant la première grand'messe qu'il célèbre en l'église Sainte-Anne de Porto-Novo, Mgr Boucheix choisit de parler clairement : « D'aucuns racontent que j'ai été expulsé d'Egypte, détrompez-vous. Si je suis venu ici, ce n'est pas que je manquais de place ailleurs. Bien que mon cœur soit très attaché à la terre dahoméenne, c'est par obéissance que je suis venu ici. Rien de sérieux, rien de durable ne peut en effet se construire sans l'union et la confiance. Toute entreprise est éphémère qui connaît à son origine la haine, la rancœur, la discorde, la désunion  ». Parmi ses auxiliaires, il nomme son frère, le père Germain Boucheix. Fin 1968, « son presbyterium se compose de 32 prêtres : 14 prêtres africains (dont deux en France) et 18 prêtres européens, qui sont au service de 90.000 catholiques, au sein d'une population de 533.681 habitants, composés de Fon, Goun, Nago et Holli  ».
De 1962 à 1965, il participe aux quatre sessions du Concile Vatican II.

### Fin de vie
Mgr Boucheix, alors très actif, tombe malade et se voit rongé par la fatigue. Il présente alors sa démission le 8 décembre 1968 au bienheureux pape Paul VI. 
Le Saint-Père accepte sa démission le 1er janvier suivant et le nomme, à cette occasion, évêque titulaire de Bahanna (de). Le 23 mars 1969, Mgr Gantin préside la messe à l'occasion du départ définitif du Dahomey de Mgr Boucheix, en l'église Notre-Dame de Porto-Novo. Dans son homélie, il souligne : « Mgr Boucheix s'efface humblement, déposant sa charge, après dix ans passés au milieu des siens, pour qu'elle soit confiée à un Évêque africain plus jeune et plus dynamique. » Il est aussi nommé chevalier de la Légion d'honneur et officier de l'ordre national du Dahomey. 
Il célèbre une dernière fois les fêtes pascales au milieu de ses diocésains en 1971, puis décide de revenir en France, où il se met à la disposition de la Société. De 1971 à 1974, il est nommé responsable de la maison de repos de La Croix-Valmer où il occupe également la charge d'infirmier, puis il est envoyé à la nouvelle maison de Montferrier-sur-Lez, où il meurt le 7 mai 1985.
En juin 1974, au jour de son jubilé d'or sacerdotal, le cardinal Bernardin Gantin le qualifie ainsi : « Vous êtes de la race de ceux qui font la paix, de la race des rassembleurs d'âmes, des consolateurs des pauvres, des petits, des malades. »

## Décorations et distinctions
- Croix de guerre 1939-1945.
- Chevalier de la Légion d'honneur.
- Officier de l'ordre national du Dahomey (1962)[8].
- Commandeur de l'ordre national du Dahomey (1970)[9].